# Чемпионат мира по шорт-треку среди команд 2011
Чемпионат мира по шорт-треку среди команд 2011 года проходил 19 — 20 марта в Варшаве (Польша).

## Система состязаний
Для участия в чемпионате автоматически квалифицировались первые восемь стран по итогам кубка мира. По 4 конькобежца от каждой страны участвовало в гонках на 500 м и на 1000 м, по 2 конькобежца — в гонке на 3000 м, плюс проходило первенство в эстафете (на 3000 м для женщин, на 5000 м — для мужчин).

## Участники чемпионата

### Мужчины
| Место | Участники        | Очки |
| ----- | ---------------- | ---- |
| 1     | Республика Корея | 38   |
| 2     | Китай            | 35   |
| 3     | Канада           | 28   |
| 4     | Япония           | 19   |
| 5     | США              | -    |
| 6     | Россия           | -    |
| 7     | Польша           | -    |
| 8     | Турция           | -    |

### Женщины
| Место | Участники        | Очки |
| ----- | ---------------- | ---- |
| 1     | Республика Корея | 45   |
| 2     | Китай            | 35   |
| 3     | США              | 21   |
| 4     | Канада           | 19   |
| 5     | Италия           | -    |
| 6     | Япония           | -    |
| 7     | Россия           | -    |
| 8     | Польша           | -    |

## Призёры чемпионата

### Мужчины
| Дисциплина | Золото                                                                                | Серебро                                                              | Бронза                                                                                   |
| ---------- | ------------------------------------------------------------------------------------- | -------------------------------------------------------------------- | ---------------------------------------------------------------------------------------- |
| Команды    | Республика Корея · Ли Хо Сук · Но Джин Гю · Ум Чхон Хо · Ким Чхоль Мин · Ким Бен Джун | Китай · Ян Цзинь · Лян Вэньхао · Лю Сяньвэй · Сон Вэйлун · Гон Цювэй | Канада · Франсуа Амлен · Шарль Амлен · Оливье Жан · Майкл Гилдей · Дюфур Гийом Блэ Дюфур |

### Женщины
| Дисциплина | Золото                                                                             | Серебро                                                             | Бронза                                                                         |
| ---------- | ---------------------------------------------------------------------------------- | ------------------------------------------------------------------- | ------------------------------------------------------------------------------ |
| Команды    | Республика Корея · Ким Дам Мин · Пак Сын Хи · Чхо Хэ Ри · Хван Хён Сун · Ян Син Ён | Китай · Лю Цюхун · Чжан Хуэй · Фань Кэсинь · Ли Цзяньжоу · Сяо Хань | США · Лана Геринг · Джессика Смит · Эмили Скотт · Кэтрин Ройтер · Алисон Дудек |